# 卡内拉什 (阿罗卡)
卡内拉什（葡萄牙語：Canelas）是葡萄牙阿威罗区的一个堂区，位於阿羅卡。总面积20.89平方公里，总人口864人，人口密度41.4人/平方公里。